# Spielmann József
Spielmann József (álneve Kéri József, Mezővelkér, 1917. május 9. – Marosvásárhely, 1986. augusztus 28.) erdélyi magyar tudománytörténeti és orvosszociológiai szakíró, egyetemi oktató, Sebestyén (Spielmann) Mihály és Spielmann András egyetemi tanár apja.

## Életútja
Középiskoláit a marosvásárhelyi Papiu Ilarian Líceumban végezte (1934), Kolozsváron az I. Ferdinánd Egyetem Orvosi Karán szerzett diplomát (1940). 1940–42 között a faji törvények miatt csak díjtalan gyakornokként dolgozhatott az Országos Társadalombiztosító Intézetben. 1942 októbere és 1944 szeptembere között munkaszolgálatos volt Pecsétszegen, Budapesten, Pakson és Borgóprundon; 1944. szeptember 1-jén átszökött a szovjet hadsereghez, ahol önkéntes tolmácsként dolgozott 1945. január 1-jéig.
Marosvásárhelyre hazatérve 1945-ben az Állami Kórház belgyógyászati osztályának alorvosa, a Bolyai Tudományegyetem Orvostudományi Karán gyakornok, majd tanársegéd 1948-ig. 1948–53 között az Marosvásárhelyi Orvosi és Gyógyszerészeti Egyetem társadalomtudományi tanszékén filozófiát adott elő. 1953-ban áthelyezték az orvos- és gyógyszerészet-történeti tanszékre, ahol 1961-ig előadótanár, utána professzor. 1982-ben nyugdíjazták, de megmaradt emeritus professzornak.
1955–75 között felelős szerkesztője volt a marosvásárhelyi OGYI Orvosi Szemle c. folyóiratának, 1971–75 között szerkesztőbizottsági tagja a Román Akadémia filozófia- és tudománytörténeti kiadványának, a Noesisnek. 1962-ben a Din istoria filozofiei în România harmadik kötetének társszerzőjeként munkatársaival együtt megkapta a Román Akadémia Bălcescu-díját; 1973-ban a Magyar Orvostörténelmi Társaság Veszprémi István-díjjal jutalmazta.
Pályája elején verseket is közölt a Brassói Lapokban (1939), később irodalomtörténeti és -kritikai tanulmányokat írt Salamon Ernőről, Brassai Viktorról és Gábor Istvánról. Sajtó alá rendezte és bevezetővel látta el Petelei István novelláit (Marosvásárhely, 1956).

## Kutatási területe
A hazai és az egyetemes orvos- és gyógyszerészet-történet a kései erdélyi humanizmus korától (a 16. század második fele) a 19. század derekáig; a népgyógyászat; a magyar–román–szász és az egyetemes gyógyászat kapcsolatai.

## Publikációs tevékenysége
Tanulmányokat és cikkeket közölt az Orvosi Szemle, Ardealul Medical, Revista Medicală, Cercetări Filozofice, Revista Învăţământului Superior, Igaz Szó, A Hét, Korunk, Utunk, Művelődés hasábjain, valamint külföldi folyóiratokban (Comm. de Hist. Artis Med., Die Waage, Armarium, Orvosi Hetilap).
A második világháború után a romániai magyar orvostudomány és gyógyszerészet helyzetét a Koppándi Sándor szerkesztette Romániai magyar nemzetiség (Bukarest, 1981) c. kötetben vette számba.

## Kötetei
- Nyulas Ferenc (Soós Pállal, Bukarest, 1955);
- Lechner Károly (Balázs Sándorral, Bukarest, 1956);
- A hazai orvostudomány történetéből (összeáll., Bukarest, 1957);
- Klinik und Pathologische Anatomie der Erythromyelosis Leuchemica (Haranghy Lászlóval, Dóczy Pállal és Székely Károllyal, Budapest, 1958);
- De la medicina empirică la medicina ştiinţifică (Bukarest, 1961);
- Istoria medicinei (társszerző, Bukarest, 1963);
- Másoknak világítva. Mátyus István életregénye (Bukarest, 1969; Bukarest, 2. kiad. Kolozsvár, 1970);
- Istoria medicinei universale (társszerző, Kolozsvár, 1970);
- A közjó szolgálatában. Tudomány- és művelődéstörténeti tanulmányok (Kolozsvár, 1976);
- Restituiri istorico-medicale. Studii de istoria ştiinţei şi culturii (Ştefan Milcu előszavával, Kolozsvár, 1980);
- Betegség–orvoslás–társadalom. Az orvosi szociológia vázlata (Kolozsvár, 1984).
- Bevezető tanulmányával, fordításában (Imreh Piroskával) és gondozásában jelent meg Victor Babeș Egészségügy és politika c. kötete (Bukarest, 1977. Téka sorozat).

## Egyetemi jegyzetei
- Orvostörténelem. I. (Marosvásárhely, 1955);
- Az orvostudomány története. I. Általános orvostörténelem (Marosvásárhely, 1960);
- Az orvostudomány története (Marosvásárhely, 1979).

## Társasági tagság
Tagja volt többek között a párizsi Nemzetközi Orvostörténeti Társaságnak (1965-től), a németországi Nemzetközi Gyógyszerészet-történeti Társaságnak (1967-től), a londoni The Society for the Social History of Medicine-nek (1970-től), a hágai Nemzetközi Gyógyszerészet-történeti Akadémiának (1973-tól), a montpellieri Orvostörténeti Társaságnak (1978-tól), tiszteletbeli tagja a Magyar Orvostörténelmi Társaságnak (1973-tól).